# Ozoir-la-Ferrière
Ozoir-la-Ferrière (franskt uttal: [ozwaʁ la fɛʁjɛʁ]
 ( lyssna)) är en kommun i departementet Seine-et-Marne i regionen Île-de-France i norra Frankrike. Kommunen ligger i kantonen Ozoir-la-Ferrière som tillhör arrondissementet Torcy. År 2022 hade Ozoir-la-Ferrière 20 969 invånare.
Kommunen ligger 25,6 kilometer från Paris centrum.

## Befolkningsutveckling
| Befolkningsutvecklingen i Ozoir-la-Ferrière 1968–2021 | Befolkningsutvecklingen i Ozoir-la-Ferrière 1968–2021 | Befolkningsutvecklingen i Ozoir-la-Ferrière 1968–2021 | Befolkningsutvecklingen i Ozoir-la-Ferrière 1968–2021 | Befolkningsutvecklingen i Ozoir-la-Ferrière 1968–2021 |
| ----------------------------------------------------- | ----------------------------------------------------- | ----------------------------------------------------- | ----------------------------------------------------- | ----------------------------------------------------- |
|                                                       |                                                       |                                                       |                                                       |                                                       |
| År                                                    |                                                       |                                                       | Folkmängd                                             |                                                       |
| 1968                                                  | 1968                                                  |                                                       | 4 739                                                 |                                                       |
| 1975                                                  | 1975                                                  |                                                       | 11 778                                                |                                                       |
| 1982                                                  | 1982                                                  |                                                       | 13 719                                                |                                                       |
| 1990                                                  | 1990                                                  |                                                       | 19 031                                                |                                                       |
| 1999                                                  | 1999                                                  |                                                       | 20 707                                                |                                                       |
| 2007                                                  | 2007                                                  |                                                       | 20 202                                                |                                                       |
| 2015                                                  | 2015                                                  |                                                       | 20 137                                                |                                                       |
| 2021                                                  | 2021                                                  |                                                       | 20 692                                                |                                                       |